# Free writing
Free writing é uma técnica de prewriting que propõe uma escrita contínua por um período determinado sem nenhuma preocupação com ortografia, gramática ou assunto. Essa técnica produz textos rudimentares, geralmente inutilizáveis, mas auxilia escritores a superarem os bloqueios gerados pela apatia ou auto-crítica.  Ela é usada principalmente por escritores de prosa e professores de escrita. Alguns escritores aplicam essa técnica para reunir seus primeiro pensamentos e ideias sobre um assunto, geralmente como uma preliminar da escrita formal. Free writing é diferente da escrita automática.
Diferente do Brainstorming, que simplesmente lista as ideias, no freewriting se escreve sentenças para formar um parágrafo sobre qualquer coisa que vier à mente.

## História
Dorothea Brande foi uma pioneira como promotora do freewriting. No seu livro Becoming a Writer (1934), ela aconselha os leitores a sentarem e escreverem por 30 minutos toda manhã, o mais rápido que puderem.
Peter Elbow desenvolveu o freewriting no seu livro Writing Without Teachers (1975), e foi popularizado por Julia Cameron através do seu livro The Artist's Way (1992).
Natalie Goldberg começa a desenvolver o freewriting encorajada por cursos livres e programas de escrita criativa. Essa prática literária encoraja o escritor a tomar consciência dos seus pensamentos através da prática da própria escrita, que pode acabar como um fim em si, ao invés de ser um meio de produzir um trecho mais elaborado.

## Técnica
A técnica envolve escrita contínua, geralmente por um período de tempo predeterminado (geralmente de cinco a quinze minutos). O escritor escreve sem levar em conta a ortografia, gramática etc., e não faz correções. Se o escritor chega a um ponto em que não consegue pensar em nada para escrever, presume-se que escreverá que não consegue pensar em nada ou repetirá palavras, até que encontre outra linha de pensamento. O escrito se afasta livremente do assunto, permitindo que os pensamentos o levem aonde podem. Às vezes, um escritor também pode fazer uma escrita livre focada, permitindo que um tópico escolhido estruture seus pensamentos. Expandindo a partir deste tópico, os pensamentos podem se desviar para fazer conexões e criar visões mais abstratas sobre o tópico. Essa técnica ajuda o escrito a explorar um determinado assunto antes de colocar as ideias em um contexto mais básico.

## Additional reading
- Goldberg, Natalie (1986). «Writing down the Bones: Freeing the Writer Within.»
- Puda, Tony (2013). «Why people blog for free»